# Silence Teaches You How to Sing
Silence Teaches You How to Sing drugi je EP norveškog elektroničkog sastava Ulver. Diskografska kuća Jester Records objavila ga je 3. rujna 2001.

## Pozadina
Snimljen i miksan je 26. veljače 2001. Labavo snimljen tijekom snimanja albuma Perdition City, zajedno sa Silencing the Singing, EP je suptilan pandan dramatičnijem dugom albumu, objavljenom u ožujku 2000.
Stil je atmosferičniji i manje orijentiran na beat od glazbe na Perdition City. Zbog eksperimentalne prirode glazbe, oba Silence EP-ovi bila su ograničena na 2000 odnosno 3000 primjeraka. Međutim, oba su ponovno izdana kao jedan disk, izdan preko američke nezavisne diskografske kuće Black Apple Records, pod naslovom Teachings in Silence, u studenom 2002.
Dijelovi EP-a pojavili su se u nadnaravnom horor filmu Sinister iz 2012., kao i u njegovom nastavku, Sinister 2.

## Popis pjesama
| 1.    | »Silence Teaches You How to Sing« | 24:05 |
| 24:05 |                                   |       |

## Recenzije
William York, glazbeni kritičar sa stranice AllMusic, dodijelio je EPu četiri zvjezdice na pet, komentirajući: "Silence Teaches You How to Sing ima istu vrstu prigušene, kišne noći u gradskoj atmosferi kao i taj album, ali ovdje materijal nije orijentiran na beat kao na Perdition City, a također je i puno oskudniji od bilo čega na tom albumu. Dijeljenje više zajedničkog s eksperimentalnim/elektroničkim umjetnicima kao što su Coil, Pole i Tarwater. Za Ulvera je riskantan potez zakoračiti na ovo područje, ali barem ovdje, bend je to uspio izvesti sa suptilnim pandantom dramatičnijem Perdition Cityju.”
Alvin Wee, iz stranici Chronicles of Chaos, primijetio je: “Minimalistička i rijetko lijepa, pojedinačna dvadesetominutna pjesma postupno se širi naprijed s gotovo nečujnim zujanjem i suptilnom statikom, povremeno bacajući blještave iskre svjetla u turobnost s vrhunskim metalnim rezonancama. Ono što je uznemirujuće jest sposobnost glazbe da zadrži svoju ledenu jezgru dok izlijeva toplije organske tonove: aura pustoši i očaja postaje očita nedugo nakon diska i nikada ne popušta svoj hladni stisak na duši ni na trenutak. To je onaj koji slušatelji otvorenog uma neće htjeti propustiti. Ovo je zašećerena depresija u svom najboljem izdanju.”
John Chedsey, iz stranice Satan Stole My Teddybear, utvrđuje: “Kumulativni učinak slušanja ovog EP-a je sličan kao da netko pretražuje radio postaje na AM pojasu i povremeno sleti na glazbena djela. Više od dvadeset minuta EP-a vodi slušatelja kroz statične, periferne zvučne efekte i vodi ga na kratko putovanje. Glazbeniji trenuci slični su komadima raspoloženja na Perdition Cityju, dajući slušatelju posljednju posjetu (dobro, gotovo) ovom urbanom krajoliku prije nego što Ulver krene u svoju sljedeću avanturu.”

## Zasluge
Ulver
- Trickster G. Rex – vokal, programiranje
- Tore Ylwizaker – klavijature, programiranje
- Jørn H. Sværen – razno